# Ласло Райк
Ласло Райк (угор. Rajk László; 8 травня 1909, Одорхею-Секуєск, Австро-Угорська імперія — †15 жовтня 1949, Будапешт, Угорська Народна Республіка) — угорський комуніст, політичний діяч, в роки диктатури Матяша Ракоші — міністр внутрішніх справ, який став жертвою політичних репресій.

## Біографія
Виходець із трансильванських саксів, дев'ятий з 11 дітей в сім'ї. За фахом — викладач-філолог. Навчався у Франції, де познайомився з марксистським вченням. Повернувся до Угорського королівства в 1930. У 1931 вступив в Комуністичну партію Угорщини (КПУ) і Комсомол. У 1931 і 1933 заарештовувався. У 1934 — працівник відділу пропаганди Комуністичного союзу молоді Угорщини, а потім керівник комуністичної фракції Всеугорського союзу робітників-будівельників. Райк був одним з організаторів і керівників потужного страйку робітників-будівельників в 1935. У 1936 виїхав до Чехословацької республіки.
У 1937-1939 воював у складі інтернаціональної бригади в Іспанії, був комісаром угорського батальйону. Після поразки Іспанської республіки в 1939 був році інтернований у Французькій республіці. У 1941 нелегально повернувся до Угорського королівства, де був заарештований і засуджений до тривалого тюремного ув'язнення. Звільнений у вересні 1944, призначений секретарем ЦК КПУ. Він зіграв велику роль в досягненні єдності між КПУ і Соціал-демократичною партією, оформленій угодою від 10 вересня 1944. У листопаді 1944 був знову заарештований.
Після повернення до Угорського королівства в травні 1945 Райк очолив партійну організацію Будапешта, став членом ЦК і Політбюро КПУ. В кінці 1945 — вересні 1946 — секретар ЦК КПУ, з жовтня 1946 — Заступник генерального секретаря КПУ. З березня 1946 — міністр внутрішніх справ, з серпня 1948 — міністр закордонних справ Угорської республіки. 30 травня 1949 був заарештований і на основі неправдивого обвинувачення (вирок від 22 вересня) страчений. Посмертно реабілітований в 1955. Перепоховання останків Райка 6 жовтня 1956, на якому були присутні 100 000 осіб, стало наймасовішою публічної маніфестацією напередодні повстання 1956.